# 英國鐵路313型電聯車
英國鐵路313型電聯車是由英國鐵路工程公司在1976年2月至1977年4月之间建造的双电压電聯車 （EMU）。 它们是英国铁路的第一批第二代電聯車，也是英国铁路第一批可使用集電弓接受25 kV 交流架空线供電，又可使用集電靴由750 V 直流第三轨供電的電聯車。 本型車也是英国首種配备多功能密接式連結器的電聯車，可以由驾驶室控制電力與空氣供應的連接。 
在大多數第一代電聯車退役後，本型車是英国本土铁路上定期服务的最老舊電聯車；最老的已經有43年历史了。 

## 歷史與設計
313型是在基於1970年代初期制造的445型原型車而改進製造的；類似的車種還有314型 （格拉斯哥）， 315型 （盎格利亞郊区-伦敦东部）， 507型 （默西塞德）和508型 （默西塞德，以前是南部地区）。 313型車直接取代了以前在伦敦和赫特福德之间的大北方内郊区（Great Northern Inner Suburban）线上的105和106型柴聯車。 
由於計畫使用的路線中包括地下路線，本型車的尺寸較小。基於标准的长度和宽度，但車顶较低，且必须遵守地下火车的法规，例如在火车的两端設置車门以備疏散乘客，以及使用750伏特直流电源時，每節客車有獨立的牽引用電源（一般使用750伏特直流電的電車，同組車的各節車廂之間用電線連結供電）。因此每節車两个转向架上都装有集電靴，而一般的電車通常只在前转向架上裝有集電靴。此外本型車還装有絆停閥（trip-cock）：路線險阻時，制停臂（train-stop arm）會昇起，列車通過時，制停臂會擊中絆停閥而使列車剎車。 
本型車最初编号为313001-064。 每組車由兩端的動力車與中間的拖車（附帶集電弓）組成。这与1960年代开始的做法相反（当时的做法是牽引馬達與集電弓設在中间车，兩端车辆则是無動力驾驶车）。部分原因是为了简化设备以便使用双电压，并藉著將沉重的变压器和电动机分布在各節車以减轻重量。在中间拖车上装有受电弓，一个变压器和整流器 ，負責在使用架空線電源時，將25000伏特交流電轉變成750伏特直流電，供給各節動力車。每節動力車有4个110匹馬力（82千瓦特）   GEC G310AZ牵引馬達，每个转向架裝有两个馬達。使用第三軌750伏特直流電時，各動力車直接以集電靴集電。 
除传统的气动碟式剎車外，313型还具有流变制动 （在伦敦地上鐵路停用）。在剎車过程中，如果车轮防滑保护装置 （WSP）检测到车轮滑动 ，将停用流变制动而仅使用碟式剎車。 大北方鐵路的車隊還有灑砂裝置。 进行紧急剎車时，WSP仍會作動。 

## 圖集

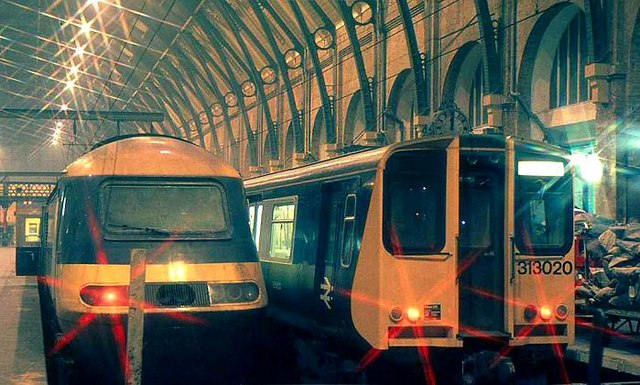
313020在倫敦國王十字車站 。 1982年1月。313型偶爾用於行包服務。
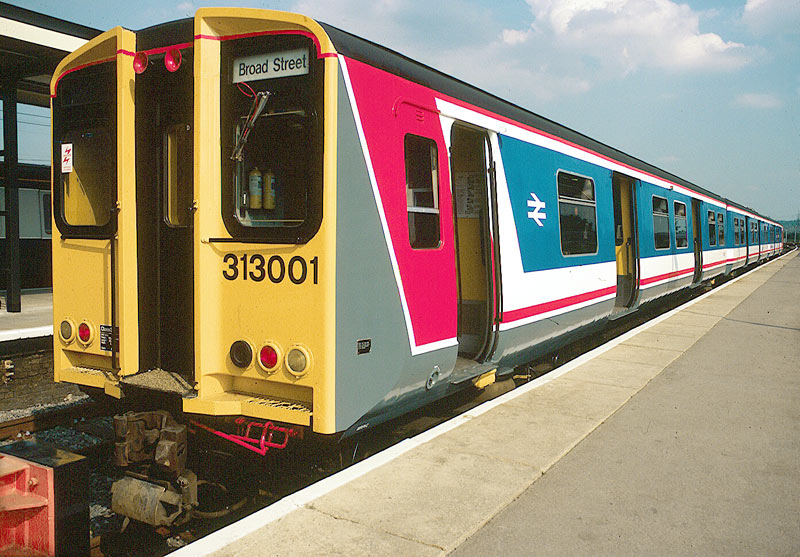
313型首號車313001，在东南网络的 沃特福德交匯站 ，1980年代後期。
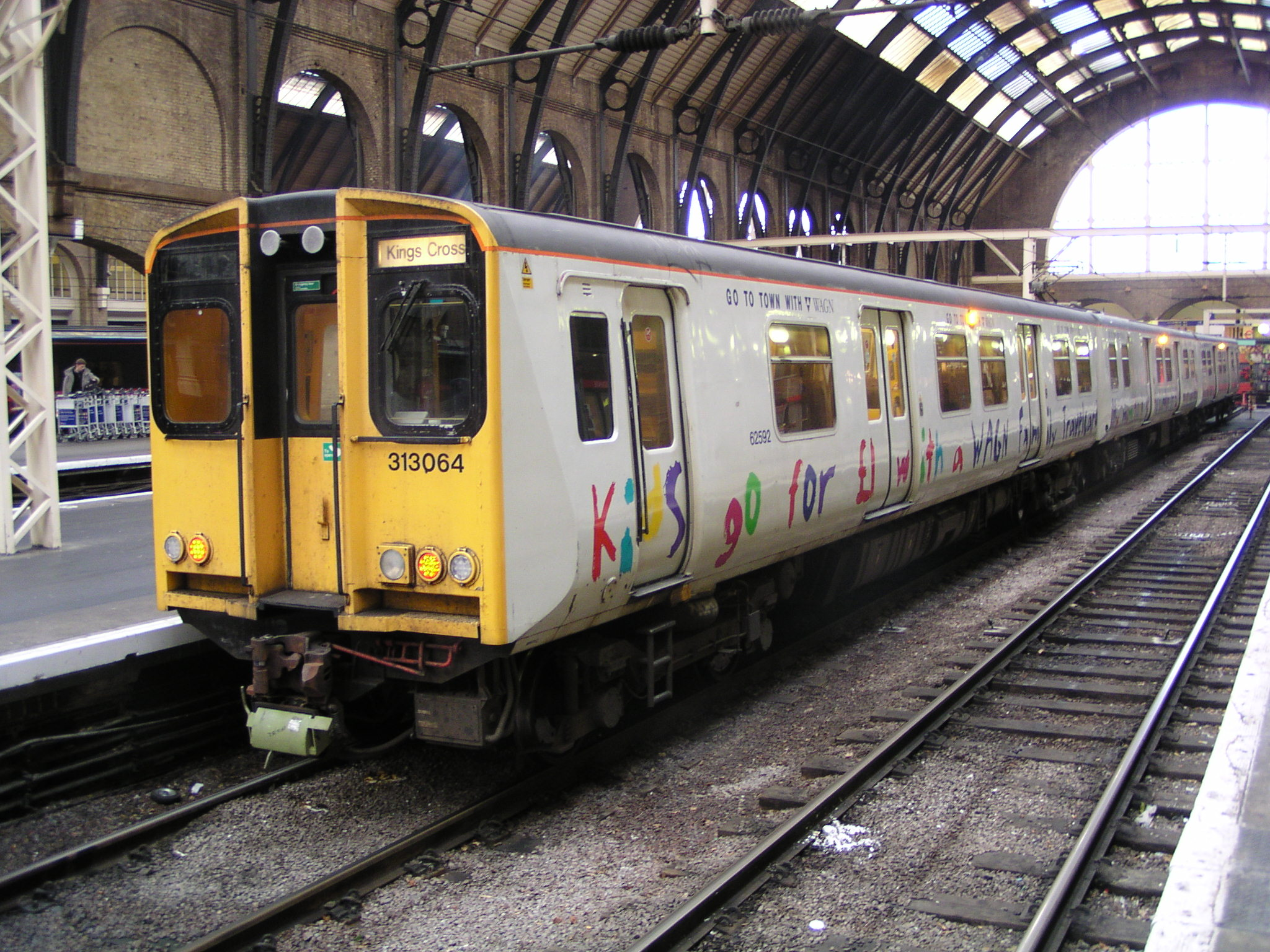
313064車，車廂外广告伦敦的家庭旅行卡，伦敦国王十字車站，2003年2月
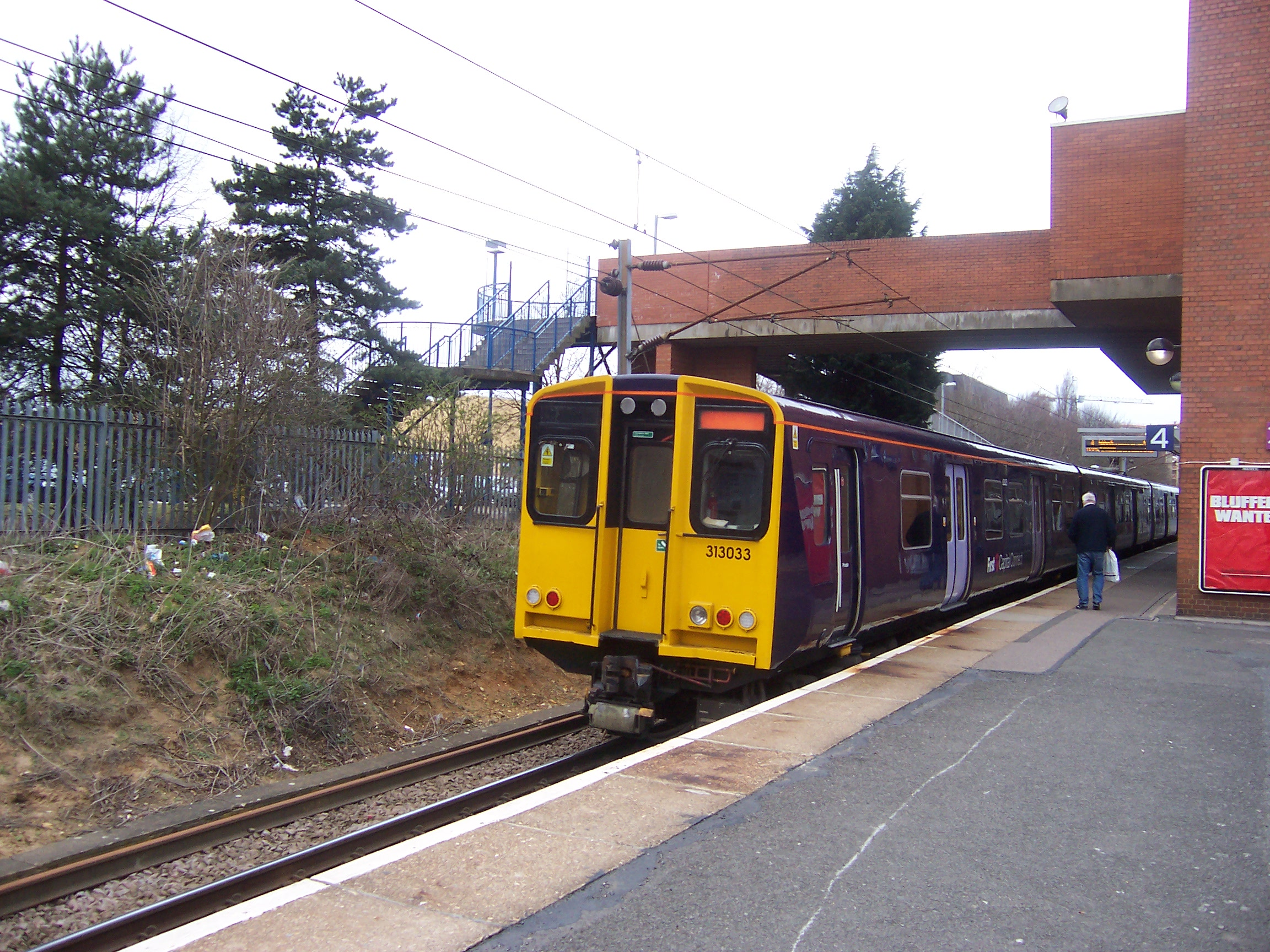
位于斯蒂夫尼奇（Stevenage）的 313033，仍使用WAGN的紫色塗裝但带有FCC標誌，2006年4月。
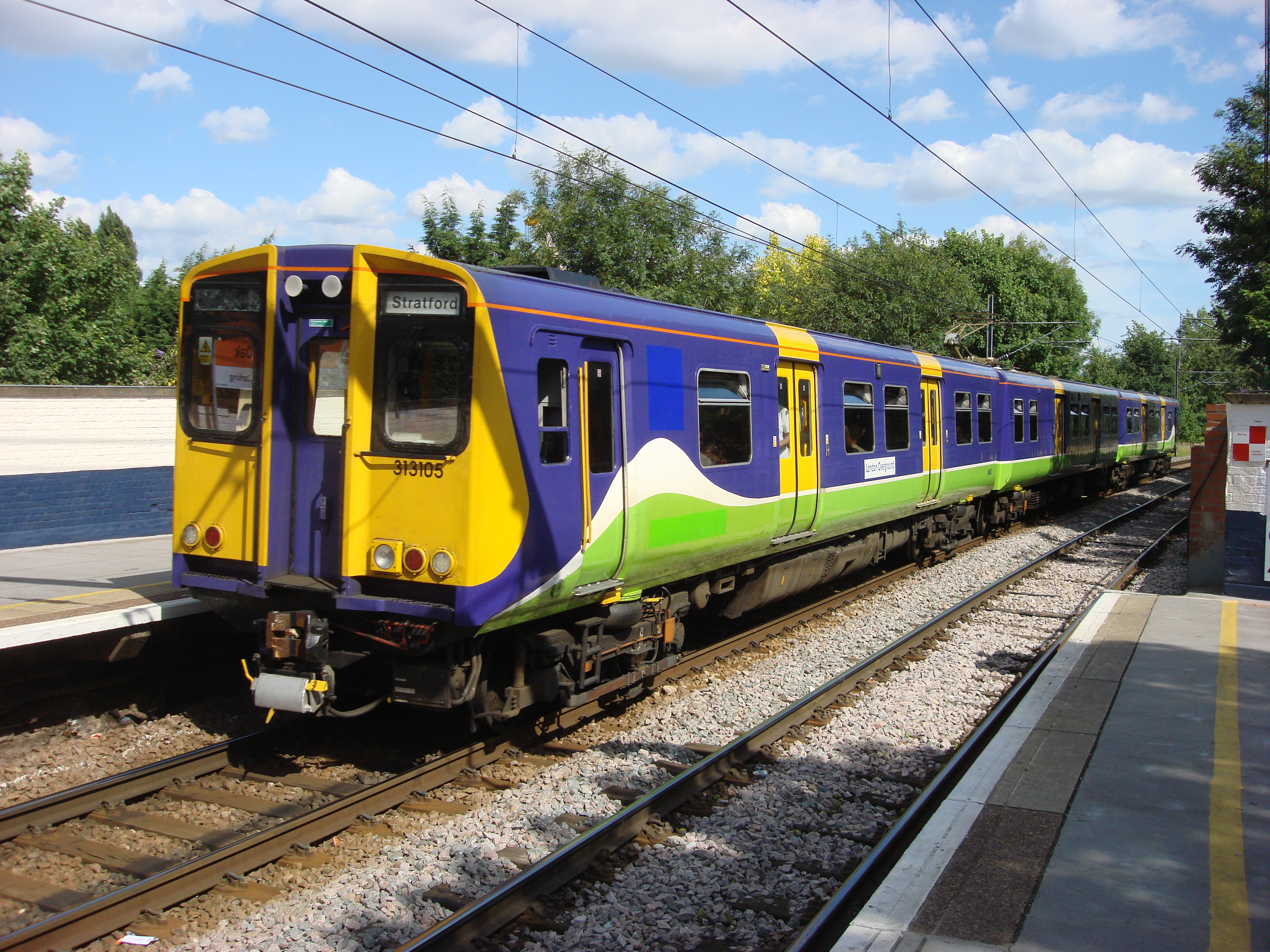
Silverlink 的313105車离开Gospel Oak站。
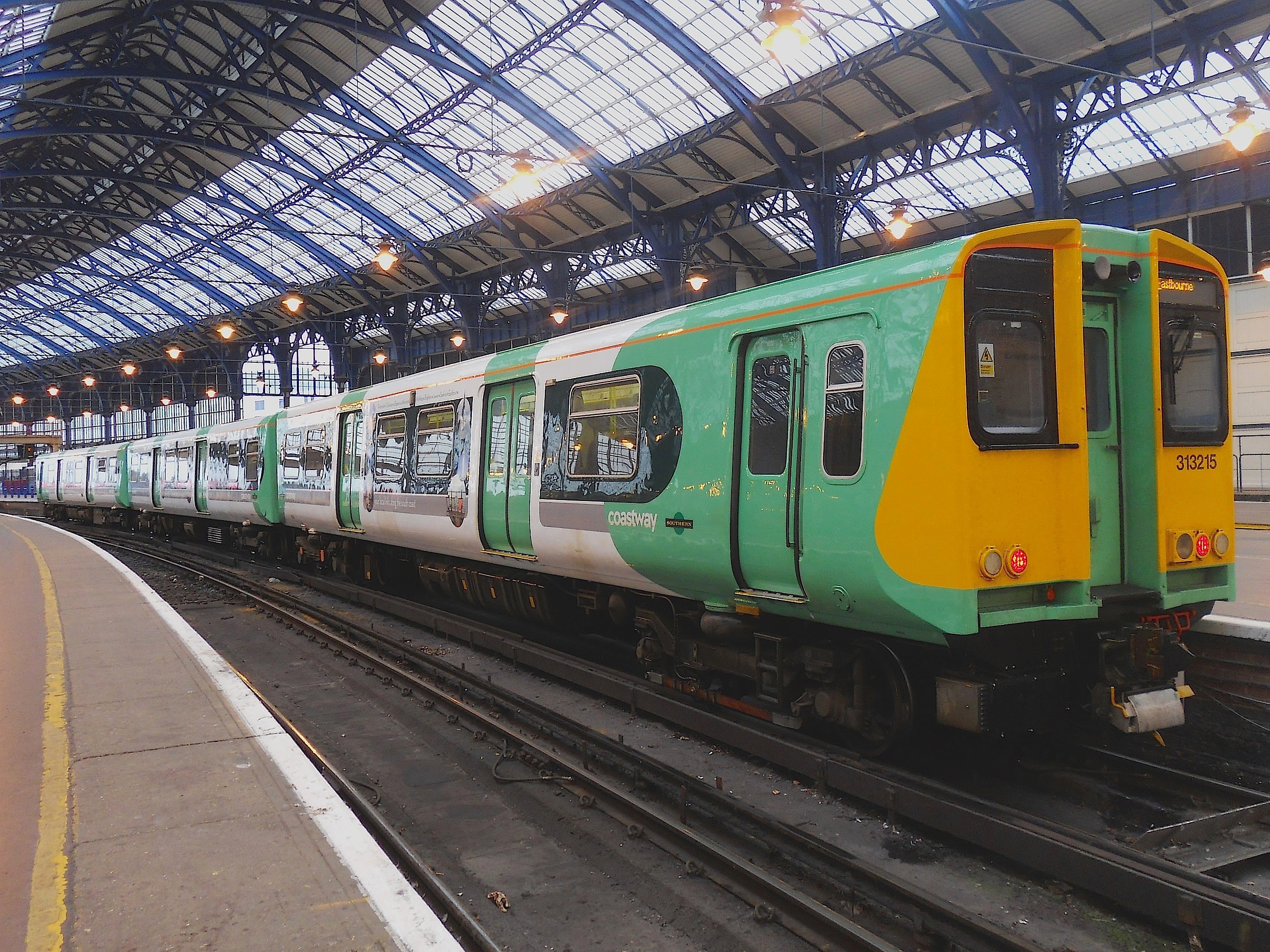
313215在布莱顿，南方鐵路塗裝。